# 덩케르크 (영화)
《덩케르크》(Dunkirk)는 2017년 7월 개봉한 영국의 전쟁 영화이다. 크리스토퍼 놀런이 감독과 각본을 맡은 작품으로, 됭케르크 철수 작전과 다이나모 작전을 소재로 한다. 2016년 5월 프랑스 됭케르크에서 촬영이 시작되었다. 제90회 아카데미상 편집상·음향효과상·음향편집상 수상작이다.

## 줄거리
2차 세계대전 중, 영국군과 프랑스군은 독일군에게 밀려 프랑스의 해안가 덩케르크에 고립된다. 육지, 바다, 하늘에서 각각 살고자, 또는 살리고자 애쓰는 다양한 인물들의 모습이 나온다.

## 출연진
- 피온 화이트헤드 - 토미 역
- 톰 글린카니 - 피터 역
- 잭 로던 - 콜린스 역
- 해리 스타일스 - 알렉스 역
- 어나이린 바너드 - 깁슨 역
- 제임스 다시 - 위넌트 역
- 배리 키오건 - 조지 역
- 케네스 브래나 - 볼턴 역
- 킬리언 머피 - 떨고 있는 병사 역
- 마크 라일랜스 - 도슨 역
- 톰 하디 - 파리어 역

## 평가
일반적인 전쟁영화와 다르게, 극적인 전투 장면이 거의 없다. 그리고 주로 탈출과 생존에 초점이 맞춰져 있다. 이동진 영화평론가는 이 영화에 대해 "장르적으로 볼 때 전쟁영화보다는 재난영화에 가깝다"고 했다.
그는 크리스토퍼 놀런 감독이 무언가를 더하는 것보다 빼는 것을 통해 이 영화를 만들었다고 했다. 이는 대사의 양, 거의 보이지 않는 독일군, 각자의 사연이 거의 없는 등장인물들(심지어는 등장인물의 이름조차 관객에게 알려주지 않는 경우가 많다), 전형적인 영웅 서사의 배제 등을 통해 알 수 있다.
놀런 감독은 자신의 주특기인 시공간을 활용하는 방법을 덩케르크에서도 잘 보여주었다. 서로 다른 공간, 서로 다른 시간에서 서로 다른 인물들이 각자의 상황을 겪다가 나중엔 이것들이 교차된다. 이동진 평론가는 "이 영화의 복잡한 구조는 '인셉션'의 클라이맥스 부분에서 차용한 것으로 보인다"고 했다. 그는 '시공간을 교차서술함으로써 각각 인물들이 느끼는 고립감과 절박함을 극대화했다'고 평가했다. 시간이 흐르는 속도도 각기 달리 표현되었기 때문에 누군가에겐 시간이 너무 빨라서, 누군가에겐 시간이 너무 느려서 문제가 되는 아이러니함이 나타나 있다.
우연에 의해 결정되는 삶과 죽음에 대해서 재난영화적으로 잘 표현했고, 이것이 뒤집어지는 영화 결말부분은 재난영화에서 공동체 드라마 플롯으로 전환되는 모습을 보여주었다. 이동진은 이에 대해 "극심한 혼란을 겪다가도, 끝내 함께 어깨를 겯는 선의를 동력으로 삼아 공동체가 재건되는 모습을 극적으로 그려내는 주제는 사실상 '다크 나이트'와 동일하다"고 말했다.
윤리적 딜레마에 대해서도 '다크 나이트'에서처럼 영화 내에서 잘 표현됐다. 영화에서의 상황은 제로섬 게임에 대해 생각해보게 한다.